# チェレゾーレ・レアーレ
チェレゾーレ・レアーレ（伊: Ceresole Reale）は、イタリア共和国ピエモンテ州トリノ県にある、人口約200人の基礎自治体（コムーネ）。

## 地理

### 位置・広がり

#### 隣接コムーネ
隣接するコムーネは以下の通り。括弧内のFR-73はフランスのサヴォワ県、AOはヴァッレ・ダオスタ州所属を示す。
- Bonneval-sur-Arc (FR-73)
- グロスカヴァッロ
- ノアスカ
- レーム＝ノートル＝ダム (AO)
- Val-d'Isère (FR-73)
- ヴァルサヴァランシュ (AO)